# Kradzież w Tammiku
Kradzież w Tammiku – wypadek jądrowy spowodowany kradzieżą materiału radioaktywnego z zabezpieczonego magazynu. 21 października 1994 silne źródło promieniowania zawierające cez-137 zostało skradzione z magazynu materiałów radioaktywnych w Tammiku (Estonia) przez trzech mężczyzn poszukujących złomu do dalszej sprzedaży. Jeden z nich umieścił znaleziony blok metalu w swojej kieszeni. W wyniku złego samopoczucia przyjęty do szpitala 25 października (rozpoznano niewydolność nerek), zmarł 2 listopada wskutek napromieniowania po pochłonięciu dawki 4 Gy (dawka promieniowania oddziałująca na jego nogi znacznie przekraczała 10 Gy). Pozostali jego towarzysze otrzymali dawki około 1 Gy, obaj mieli objawy łagodnej choroby popromiennej.
Mężczyzna, zanim udał się do szpitala, pozostawił źródło w domu, które oddziaływało na resztę rodziny i psa (pies sypiał obok źródła, zdechł w wyniku napromieniowania). Podczas przeszukiwań rzeczy mężczyzny, jego syn doznał poparzeń w wyniku promieniowania, które 17 listopada zostały prawidłowo zdiagnozowane przez personel szpitala. Powiadomione przez personel służby publiczne odnalazły źródło 18 listopada.

## Efekt skażenia
W wyniku skażenia zmarła 1 osoba, a poszkodowanych zostało pięć:
- syn (3,5 Gy) doznał amputacji palca w wyniku poparzeń
- matka mężczyzny (2 Gy) średnia choroba popromienna
- dwóch towarzyszy mężczyzny (1 Gy) łagodna choroba popromienna
- żona mężczyzny (0,5 Gy) nie doznała poważnego uszczerbku na zdrowiu.

Materiał pierwotnie został znaleziony na statku, zakupiony wcześniej wraz z transportowanym złomem w Estonii. Po jego identyfikacji (jako źródło promieniowania) był magazynowany w oznakowanym pomieszczeniu, przy zachowaniu standardów bezpieczeństwa.
Oczyszczanie nie było skomplikowane, ograniczono się do usunięcia materiału z domu mężczyzny. Źródło, jako twardy blok metalu nie uległo korozji, rozdrobnieniu czy rozpuszczeniu, nie doszło więc do rozniesienia i skażenia ludzi, obiektów i terenu.